# Koriakski
O Koriakski, também chamado  Koriaka, Koriatzkaia, Koriakskaia sopka, Streloshnaia sopka ou ainda Streloschnaja,(en em russo:   Корякскаясопка), é um Vulcão da Rússia situado no sul da península de Kamtchatka, no krai de mesmo nome.

## Geografia

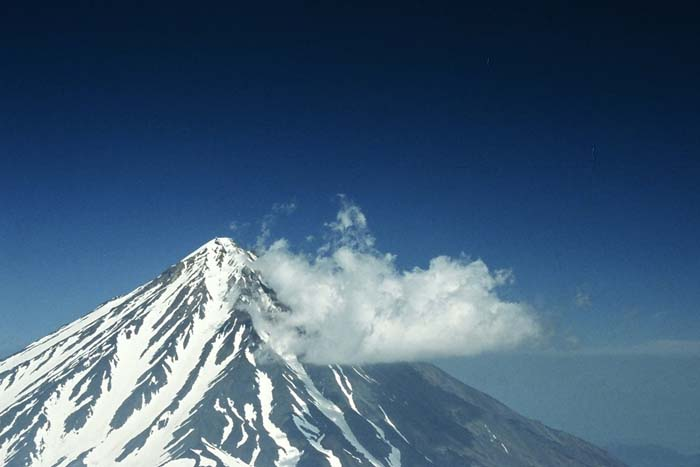
Koriakski visto do cume do Avatchinski situado a sudeste

O Koriakski fica na Rússia, no sul do krai e da península de Kamtchatka, entre o vulcão Avatchinski a sudeste e pela cidade de Petropavlovsk-Kamtchatski ao sul. São 3 456 metros de altura que fazem dele o cume mais elevado do grupo vulcânico de Avatchinskaia. Sua forma é de um cone de encostas regulares, porém marcadas pela erosão que formou alguns vales, principalmente na face sul. Trata-se de um estratovulcão que faz parte do círculo de fogo do Pacífico e por suas erupções explosivas o incluem na categoria dos Vulcões cinzentos. Suas erupcões produzem domos de lava, penachos vulcânicos, nuvens vulcânicas, pequenos mantos de lava e lahares.

## História

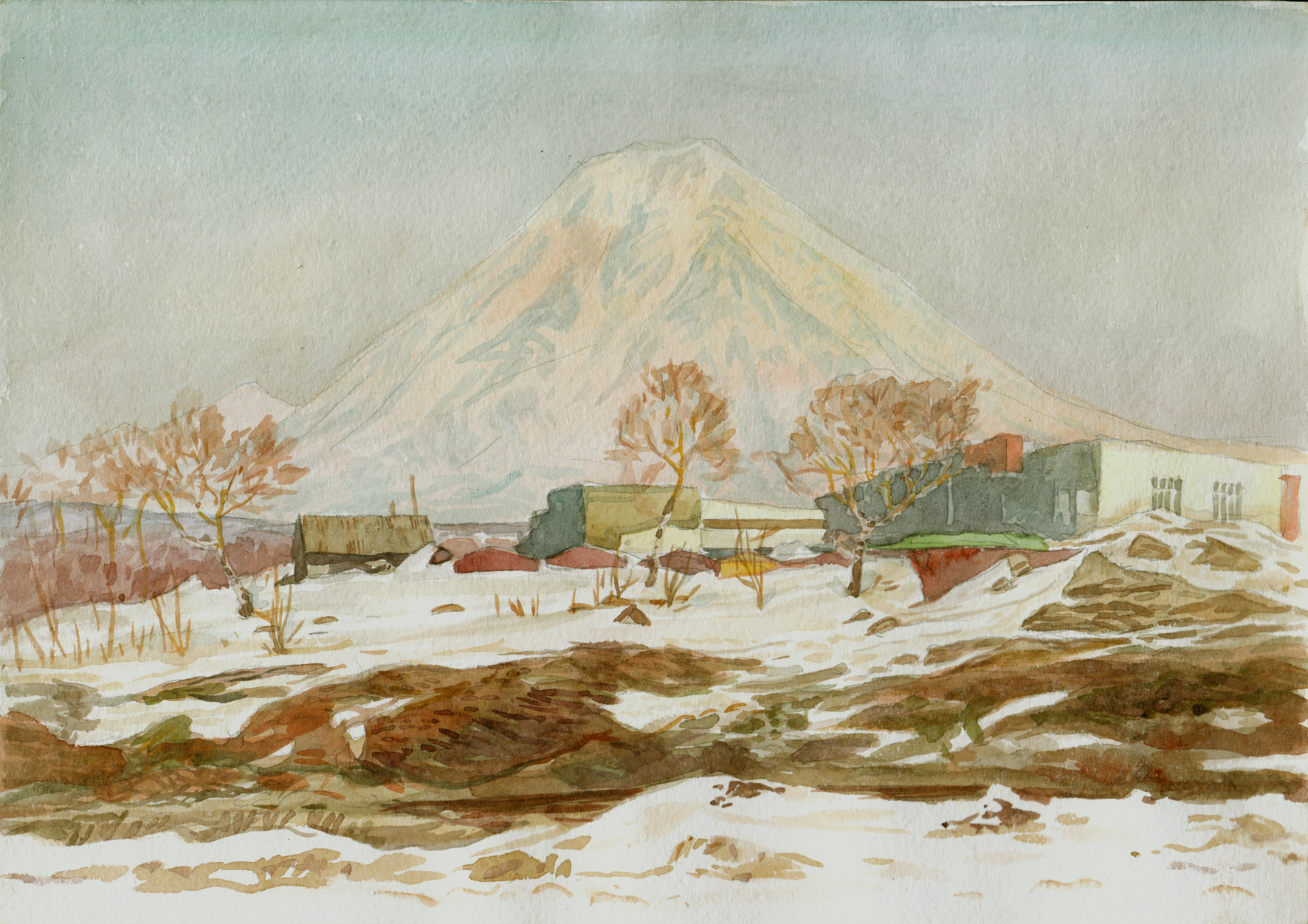
Koriakski, (2012), por Maximilian Presnyakov, aquarela em papel

Houve somente quatro erupções do Koriakski desde 1890. A penúltima, muito violenta, com um índice de explosividade vulcânica VEI3, ocorreu de dezembro de 1956 a junho de 1957, no cume e na encosta superior leste. As explosões geraram nuvens ardentes e lahares que não chegaram a produzir danos, nem vítimas.
A última foi em 22 de agosto de 2009, tendo as nuvens de vapor e gás sido avistadas a cem quilômetros do vulcão. Não houve porém significativa presença de lava ou de outros materiais incandescentes nas encostas.
Alem dessas erupções relativamente recentes, houve outras há muitos anos, em 1550 a.C., 1950 a.C. e 5050 a.C, sendo que nenhuma teve proporções que pudessem modificar a topografia da montanha. Nenhuma erupção até agora implicou grandes danos materiais ou vítimas humanas. Porém, a proximidade desse vulcão e do Avatchinski com a cidade de Petropavlovsk-Kamtchatski, maior cidade do krai de Kamtchatka e a natureza explosiva das erupções, levou os vulcanólogos a incluir ambos na lista dos Vulcões da Década.